# La nascita dei Beatles
La nascita dei Beatles (Birth of The Beatles) è un film del 1979 diretto da Richard Marquand e basato sulla vita del gruppo musicale The Beatles.

## Trama
La storia dei Beatles dagli esordi a Liverpool e Amburgo sino alla vigilia della fama nazionale e mondiale. Il film, che inizia con la band in viaggio nel 1964 verso gli Stati Uniti, si sposta con un flackback al 1959.

## Distribuzione
Il film venne distribuito al cinema in tutto il mondo tranne negli Stati Uniti, dove venne trasmesso come film televisivo il 23 novembre 1979, ricevendo riscontri modesti; è stato replicato nel gennaio 1981 in seguito alla scomparsa di John Lennon e successivamente dalla CBS nel The CBS Late Movie negli anni '80. In Italia è stato trasmesso una sola volta su Raiuno nei primi anni '80 doppiato in italiano.

## Curiosità
- I quattro Beatles tentarono inutilmente di fermare sia la produzione del film che la sua distribuzione.
- Le chitarre Rickenbacker 330 utilizzate da Stephen MacKenna (che interpreta Lennon) sono in realtà delle copie giapponesi (i manici sono più lunghi e differiscono nei pickup e in altre parti).
- Pete Best, il batterista originario della band, ha collaborato come consulente tecnico per la produzione.

## Errori
- All'inizio del film durante la scena per l'audizione di un club, John Lennon annuncia il brano Dizzy Miss Lizzy in tonalità La maggiore, mentre poi la si ascolta in tonalità Si bemolle per via del pitch.
- Sempre nelle prime scene si vedono John Lennon, Paul McCartney e George Harrison utilizzare degli strumenti incoerenti con la storia: si vede nell'ordine una Harmony Stratotone Jupiter, una copia di una Fender Stratocaster e una Ibanez degli anni '60; in realtà sarebbero state, rispettivamente, una Rickenbacker 325, una Hofner Club 40 ed una Futurama.
- In una scena ambientata ad Amburgo nel 1961, si vede la band eseguire sul palco il brano Don't Bother Me, primo pezzo scritto da George Harrison per i Beatles: inciso e pubblicato per il loro secondo album, che venne in realtà composto solo nell'agosto del 1963.